# ダックポー県
ダックポー県（ダックポーけん、ベトナム語：Huyện Đắk Pơ?）は、ベトナム社会主義共和国ザライ省の県である。

## 行政区画
1市鎮7社から構成される。